# Volta a la Comunitat Valenciana 2018
La Volta a la Comunitat Valenciana 2018, sessantanovesima edizione della corsa e valevole come evento dell'UCI Europe Tour 2018 categoria 2.1, si svolse in 5 tappe dal 31 gennaio al 4 febbraio 2018 su un percorso di 688,1 km, con partenza da Oropesa del Mar e arrivo a Valencia, in Spagna. La vittoria fu appannaggio dello spagnolo Alejandro Valverde, il quale completò il percorso in 16h14'53", alla media di 42,350 km/h, precedendo il connazionale Luis León Sánchez e il danese Jakob Fuglsang.
Sul traguardo di Valencia 159 ciclisti, su 175 partiti da Oropesa del Mar, portarono a termine la competizione.

## Tappe
| Tappa  | Data        | Percorso                                          | km    | Vincitore di tappa | Leader cl. generale |
| ------ | ----------- | ------------------------------------------------- | ----- | ------------------ | ------------------- |
| 1ª     | 31 gennaio  | Oropesa del Mar > Peñíscola                       | 191,5 | Danny Van Poppel   | Danny Van Poppel    |
| 2ª     | 1º febbraio | Bétera > Albuixech                                | 154   | Alejandro Valverde | Alejandro Valverde  |
| 3ª     | 2 febbraio  | Poble Nou de Benitatxell > Calp (cron. a squadre) | 23,2  | BMC Racing Team    | Alejandro Valverde  |
| 4ª     | 3 febbraio  | Orihuela > Cocentaina/Alto de las Canteras        | 184,2 | Alejandro Valverde | Alejandro Valverde  |
| 5ª     | 4 febbraio  | Paterna > Valencia                                | 135,2 | Jürgen Roelandts   | Alejandro Valverde  |
| Totale | Totale      | Totale                                            | 688,1 |                    |                     |

## Squadre e corridori partecipanti
| N.      | Cod. | Squadra                |
| ------- | ---- | ---------------------- |
| 1-7     | MOV  | Movistar Team          |
| 11-17   | SKY  | Team Sky               |
| 21-27   | BMC  | BMC Racing Team        |
| 31-37   | MTS  | Mitchelton-Scott       |
| 41-47   | ALM  | AG2R La Mondiale       |
| 51-57   | EFD  | EF Education First     |
| 61-67   | TKA  | Team Katusha Alpecin   |
| 71-77   | TBM  | Bahrain-Merida         |
| 81-87   | AST  | Astana Pro Team        |
| 91-97   | TLJ  | Team Lotto NL-Jumbo    |
| 101-107 | DDD  | Team Dimension Data    |
| 111-117 | COF  | Cofidis                |
| 121-127 | CJR  | Caja Rural-Seguros RGA |

| N.      | Cod. | Squadra                         |
| ------- | ---- | ------------------------------- |
| 131-137 | DEN  | Direct Énergie                  |
| 141-147 | ICA  | Israel Cycling Academy          |
| 151-157 | BBH  | Burgos-BH                       |
| 161-167 | EUS  | Euskadi Basque Country-Murias   |
| 171-177 | GAZ  | Gazprom-RusVelo                 |
| 181-187 | NIP  | Nippo-Vini Fantini-Europa Ovini |
| 191-197 | RLY  | Rally Cycling                   |
| 201-207 | SVB  | Sport Vlaanderen-Baloise        |
| 211-217 | CCC  | CCC Sprandi Polkowice           |
| 221-227 | DCT  | Inteja Dominican Cycling Team   |
| 231-237 | PLK  | Polartec Kometa                 |
| 241-247 | EUK  | Team Euskadi                    |

## Dettagli delle tappe

### 1ª tappa
- 31 gennaio: Oropesa del Mar > Peñíscola – 191,5 km

Risultati
| Pos. | Corridore        | Squadra    | Tempo    |
| ---- | ---------------- | ---------- | -------- |
| 1    | Danny Van Poppel | Lotto NL   | 4h34'13" |
| 2    | Luka Mezgec      | Mitchelton | s.t.     |
| 3    | Jürgen Roelandts | BMC        | s.t.     |

| Pos. | Corridore        | Squadra    | Tempo    |
| ---- | ---------------- | ---------- | -------- |
| 1    | Danny Van Poppel | Lotto NL   | 4h34'03" |
| 2    | Luka Mezgec      | Mitchelton | a 4"     |
| 3    | Jürgen Roelandts | BMC        | a 6"     |

### 2ª tappa
- 1º febbraio: Bétera > Albuixech – 154 km

Risultati
| Pos. | Corridore          | Squadra  | Tempo    |
| ---- | ------------------ | -------- | -------- |
| 1    | Alejandro Valverde | Movistar | 3h53'55" |
| 2    | Luis León Sánchez  | Astana   | s.t.     |
| 3    | Jakob Fuglsang     | Astana   | s.t.     |

| Pos. | Corridore          | Squadra  | Tempo    |
| ---- | ------------------ | -------- | -------- |
| 1    | Alejandro Valverde | Movistar | 8h27'58" |
| 2    | Luis León Sánchez  | Astana   | a 4"     |
| 3    | Jakob Fuglsang     | Astana   | a 6"     |

### 3ª tappa
- 2 febbraio: Poble Nou de Benitatxell > Calp – Cronometro a squadre – 23,2 km[2]

Risultati
| Pos. | Squadra          | Tempo   |
| ---- | ---------------- | ------- |
| 1    | BMC Racing Team  | 27'25"  |
| 2    | Astana Pro Team  | a 1'08" |
| 3    | AG2R La Mondiale | a 1'12" |

| Pos. | Corridore          | Squadra  | Tempo    |
| ---- | ------------------ | -------- | -------- |
| 1    | Alejandro Valverde | Movistar | 8h27'58" |
| 2    | Luis León Sánchez  | Astana   | a 4"     |
| 3    | Jakob Fuglsang     | Astana   | a 6"     |

### 4ª tappa
- 3 febbraio: Orihuela > Cocentaina/Alto de las Canteras – 184,2 km

Risultati
| Pos. | Corridore          | Squadra    | Tempo    |
| ---- | ------------------ | ---------- | -------- |
| 1    | Alejandro Valverde | Movistar   | 4h48'35" |
| 2    | Adam Yates         | Mitchelton | a 4"     |
| 3    | Luis León Sánchez  | Astana     | a 5"     |

| Pos. | Corridore          | Squadra  | Tempo     |
| ---- | ------------------ | -------- | --------- |
| 1    | Alejandro Valverde | Movistar | 13h16'23" |
| 2    | Luis León Sánchez  | Astana   | a 14"     |
| 3    | Jakob Fuglsang     | Astana   | a 26"     |

### 5ª tappa
- 4 febbraio: Paterna > Valencia – 135,2 km

Risultati
| Pos. | Corridore         | Squadra  | Tempo    |
| ---- | ----------------- | -------- | -------- |
| 1    | Jürgen Roelandts  | BMC      | 2h58'26" |
| 2    | Danny Van Poppel  | Lotto NL | s.t.     |
| 3    | Clément Venturini | AG2R     | a 1"     |

| Pos. | Corridore          | Squadra  | Tempo     |
| ---- | ------------------ | -------- | --------- |
| 1    | Alejandro Valverde | Movistar | 16h14'53" |
| 2    | Luis León Sánchez  | Astana   | a 14"     |
| 3    | Jakob Fuglsang     | Astana   | a 26"     |

## Evoluzione delle classifiche
| Tappa              | Vincitore          | Classifica generale Maglia gialla | Classifica sprint intermedi Maglia verde | Classifica scalatori Maglia a pois | Classifica giovani Maglia bianca | Classifica combinata Maglia ocra | Classifica a squadre |
| ------------------ | ------------------ | --------------------------------- | ---------------------------------------- | ---------------------------------- | -------------------------------- | -------------------------------- | -------------------- |
| 1ª                 | Danny Van Poppel   | Danny Van Poppel                  | José Manuel Díaz                         | Ibai Salas                         | Danny Van Poppel                 | Ibai Salas                       | Team Sky             |
| 2ª                 | Alejandro Valverde | Alejandro Valverde                | Mathias Van Gompel                       | Garikoitz Bravo                    | Merhawi Kudus                    | Mathias Van Gompel               | Astana Pro Team      |
| 3ª                 | BMC Racing Team    | Alejandro Valverde                | Mathias Van Gompel                       | Garikoitz Bravo                    | Merhawi Kudus                    | Mathias Van Gompel               | Astana Pro Team      |
| 4ª                 | Alejandro Valverde | Alejandro Valverde                | Mathias Van Gompel                       | Preben Van Hecke                   | Kilian Frankiny                  | Ibai Salas                       | Astana Pro Team      |
| 5ª                 | Jürgen Roelandts   | Alejandro Valverde                | Thomas Sprengers                         | Preben Van Hecke                   | Kilian Frankiny                  | Thomas Sprengers                 | Astana Pro Team      |
| Classifiche finali | Classifiche finali | Alejandro Valverde                | Thomas Sprengers                         | Preben Van Hecke                   | Kilian Frankiny                  | Thomas Sprengers                 | Astana Pro Team      |

## Classifiche finali

### Classifica generale - Maglia gialla
| Pos. | Corridore          | Squadra    | Tempo     |
| ---- | ------------------ | ---------- | --------- |
| 1    | Alejandro Valverde | Movistar   | 16h14'53" |
| 2    | Luis León Sánchez  | Astana     | a 14"     |
| 3    | Jakob Fuglsang     | Astana     | a 26"     |
| 4    | Adam Yates         | Mitchelton | a 37"     |
| 5    | Jesús Herrada      | Cofidis    | a 48"     |
| 6    | Primož Roglič      | Lotto NL   | a 49"     |
| 7    | Pello Bilbao       | Astana     | a 54"     |
| 8    | Roman Kreuziger    | Mitchelton | a 57"     |
| 9    | Kilian Frankiny    | BMC        | a 1'03"   |
| 10   | Amaro Antunes      | CCC        | a 1'09"   |

### Classifica sprint intermedi - Maglia verde
| Pos. | Corridore | Squadra | Punti |
| ---- | --------- | ------- | ----- |
| 1    |           |         |       |
| 2    |           |         |       |
| 3    |           |         |       |
| 4    |           |         |       |
| 5    |           |         |       |

### Classifica scalatori - Maglia a pois
| Pos. | Corridore          | Squadra    | Punti |
| ---- | ------------------ | ---------- | ----- |
| 1    | Preben Van Hecke   | Sport Vl.  | 27    |
| 2    | Cristian Rodríguez | Caja Rural | 21    |
| 3    | Alejandro Valverde | Movistar   | 20    |
| 4    | Mathias Van Gompel | Sport Vl.  | 17    |
| 5    | Garikoitz Bravo    | Euskadi    | 17    |

### Classifica giovani - Maglia bianca
| Pos. | Corridore       | Squadra   | Tempo     |
| ---- | --------------- | --------- | --------- |
| 1    | Kilian Frankiny | BMC       | 16h15'56" |
| 2    | Gianni Moscon   | SKY       | a 10"     |
| 3    | Merhawi Kudus   | Dimension | a 18"     |
| 4    | Neilson Powless | Lotto NL  | a 52"     |
| 5    | Matteo Fabbro   | Katusha   | a 1'01"   |

### Classifica combinata - Maglia ocra
| Pos. | Corridore          | Squadra   | Tempo |
| ---- | ------------------ | --------- | ----- |
| 1    | Thomas Sprengers   | Sport Vl. | 56    |
| 2    | Ibai Salas         | Burgos-BH | 100   |
| 3    | Michał Kwiatkowski | Sky       | 106   |
| 4    | Paul Ourselin      | Direct    | 124   |
| 5    | Mathias Van Gompel | Sport Vl. | 130   |

### Classifica a squadre
| Pos. | Squadra          | Tempo     |
| ---- | ---------------- | --------- |
| 1    | Astana Pro Team  | 48h46'25" |
| 2    | Team Sky         | a 2'13"   |
| 3    | BMC Racing Team  | a 2'29"   |
| 4    | Mitchelton-Scott | a 3'30"   |
| 5    | AG2R La Mondiale | a 6'25"   |